# 派恩克里克鎮區 (密蘇里州歐扎克縣)
派恩克里克鎮區（英語：Pine Creek Township）是位於美國密蘇里州歐扎克縣的一個行政鎮區。

## 地方資料
派恩克里克鎮區的面積為123.00平方千米，當中陸地面積為122.55平方千米，而水域面積為0.45平方千米。根據2020年美國人口普查的數據，當地共有人口334人，而人口密度為每平方千米2.72人。